# Люблинець
Люблинець — селище в Україні, адміністративний центр Люблинецької селищної громади Ковельського району Волинської області.

## Географія
Селище Люблинець розташоване на півдні Волинського Полісся. Відстань до районного центру (м. Ковель): автошляхом — 11 км; залізницею — 11 км.

## Історія
Назва походить від шляху, що проходив поблизу цих хуторів і вів до Любліна. Так само походить назва сусіднього села Городилець від польської — Grodilec, в якому стояла розквартирована військова мінічастина, що охороняла цей шлях.
22 грудня 1986 року село Люблинець отримало статус селища міського типу. 
З 2016 році селище — адміністративний центр новоутвореної Люблинецької селищної громади.
З 26 січня 2024 року селище міського типу Люблинець набуло статусу селища.

## Символіка
Срібне поле герба означає великі поклади крейди в селищі, а чотири сині мечі вістрями донизу — 4 люблинські панцирні латники, які володіли 10 волоками у селі та мали за це ставати до військової служби. У центрі герба між двома середніми мечами — підкова, яка символізує щастя та адміністративної приналежності до Ковельського району. Автор герба та прапора — Андрій Гречило.

## Населення
Динаміка населення Люблинця має стабільний тренд до зростання. Впродовж останнього десятиліття в середньому на 10 ‰ за рік (до 2011).
У селищі Люблинець:
|                                      | На 01.01.2013 | На 01.01.2014 | На 01.01.2015 | На 01.01.2016 |
| Кількість подвір'їв                  | 1345          | 1347          | 1352          | 1354          |
| Кількість населення                  | 4523          | 4530          | 4570          | 4585          |
| в тому числі: дітей дошкільного віку | 482           | 509           | 510           | 512           |
| дітей шкільного віку                 | 623           | 630           | 627           | 636           |
| громадян пенсійного віку             | 937           | 932           | 945           | 936           |

|                      | 2012 | 2013 | 2014 | 2015 |
| Кількість померлих   | 39   | 37   | 28   | 28   |
| Кількість народжених | 77   | 61   | 68   | 45   |

### Мова
Розподіл населення за рідною мовою за даними перепису 2001 року:
| Мова       | Кількість | Відсоток |
| ---------- | --------- | -------- |
| українська | 3977      | 98,34 %  |
| російська  | 61        | 1,51 %   |
| білоруська | 5         | 0,12 %   |
| вірменська | 1         | 0,03 %   |
| Всього:    | 4044      | 100 %    |

## Храми
Люблинець є осередком духовної праведності Волинської області.
- Хресто-Воздвиженський храм (настоятель — Павло Мацелік).
- Свято-Пантелеймонівський храм (настоятель — Матвій Олійник).

## Транспорт
Через селище Люблинець пролягає залізнична лінія Ковель — Сапіжанка, на якій розташований пасажирський зупинний пункт Люблинець-Волинський, де зупиняються приміські поїзди сполученням Ковель — Шептицький. Відстань до найближчої залізничної станції Ковель — 11 км). За 3 км від селища пролягає автошлях міжнародного значення Київ — Ковель — Ягодин.

## Відома особа
Уродженець селища:
- Вавриш Андрій Валентинович (нар. 1979) — український бізнесмен.